# Близнецы-драконы
«Близнецы-драконы» — кинофильм с участием Джеки Чана, снятый двумя режиссёрами: Ринго Лэмом и Цуи Харком.

## Сюжет
Двое близнецов (роли обоих исполняет Джеки Чан) разлучены волей судьбы при рождении. Один остался с родителями, второго подобрала и усыновила девушка-алкоголичка. Один становится известным пианистом и дирижёром, второй задирой и хорошим бойцом, воспитанным улицей. Музыкант — Джон Ма даёт концерты в Нью-Йорке, второй — Бумер, работает в автомастерской в Гонконге. Из-за дружка-неудачника, Тайсона, сам Бумер и его друг попадают в переделку с мафией. В это время музыкант Джон Ма приезжает в Гонконг с концертом. Братья находятся в одном городе и обнаруживается странным образом их единство, обычно связывающее всех близнецов — они могут чувствовать эмоции и чувства друг друга даже на расстоянии. Братья неожиданно для себя меняются местами и мафиози уже охотятся за Джоном Ма, а Бумер должен репетировать концерт. Волею судьбы братья встречаются и объединяются в единый фронт против мафиози.

## В ролях
- Джеки Чан — музыкант Джон Ма/Бумер
- Мэгги Чун — Барбара
- Тедди Робин — Тайсон, дружок Бумера
- Нина Ли Чи — Тэмми
- Чо Юнь — отец Тэмми
- Дэвид Цзян — Сержант Чианг
- Сильвия Чан — Миссис Ма, мать близнецов
- Гордон Чан — виолончелист
- Дэвид Ву — официант
- Джейкоб Чён — кассир кафе

## Факты
- У фильма две версии: оригинальная от Golden Harvest и американская от Dimension Films. В оригинале более динамичная музыка, в паре сцен другая нарезка кадров, есть романтическая и комедийная сцены, вырезанные в американской версии. Также в версии от Dimension Films изменены имена персонажей — Джон Ма и Бумер (в оригинале — Я Ма и Крепкий орешек) и Тайсон (Тарзан в гонконгской версии).
- В небольших камео появилось 12 режиссёров гонконгского кино, включая самих Цуя Харка, Ринго Лама и продюсера Ын Сиюня.